# Speed Wild

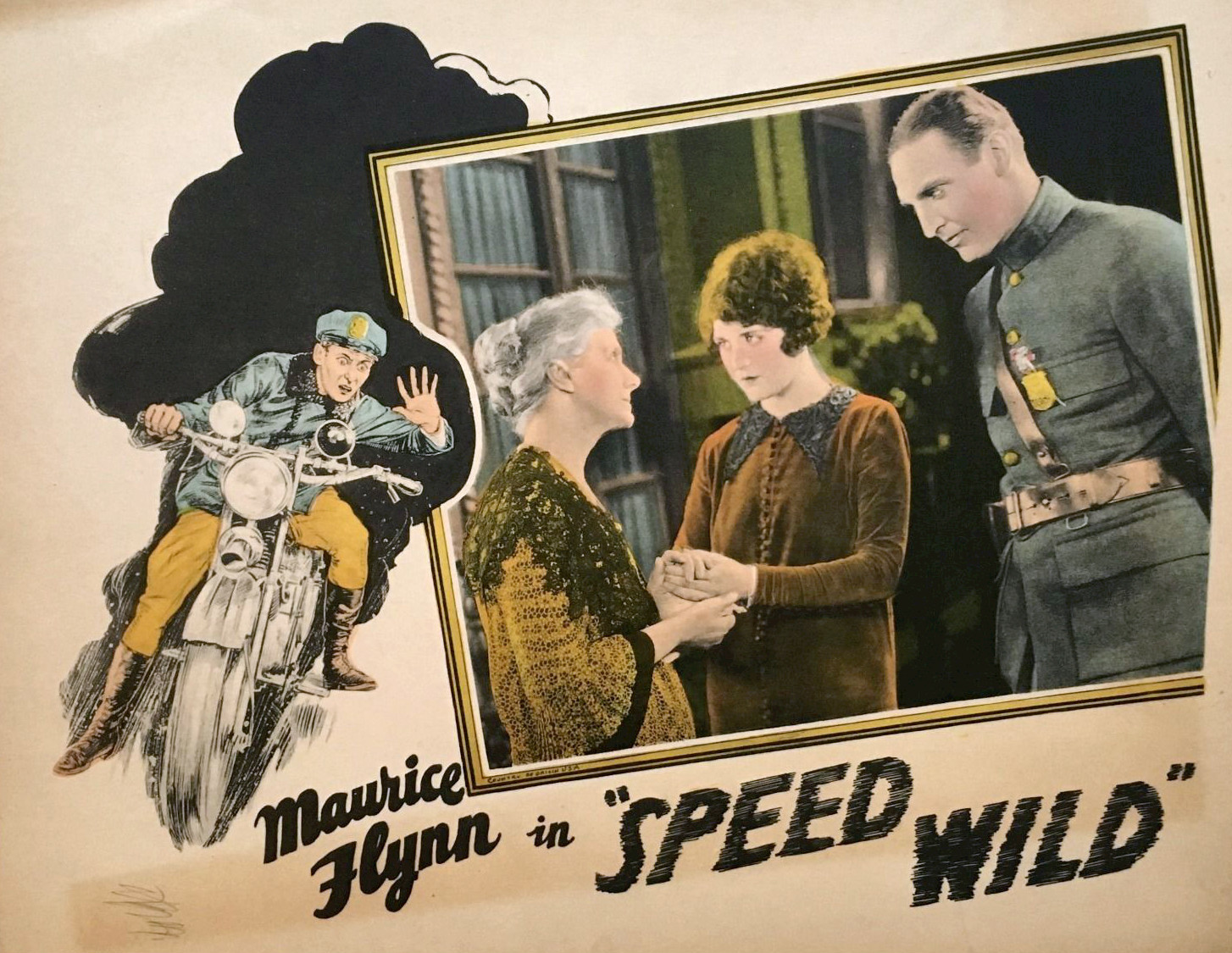
Carte promotionnelle du film.

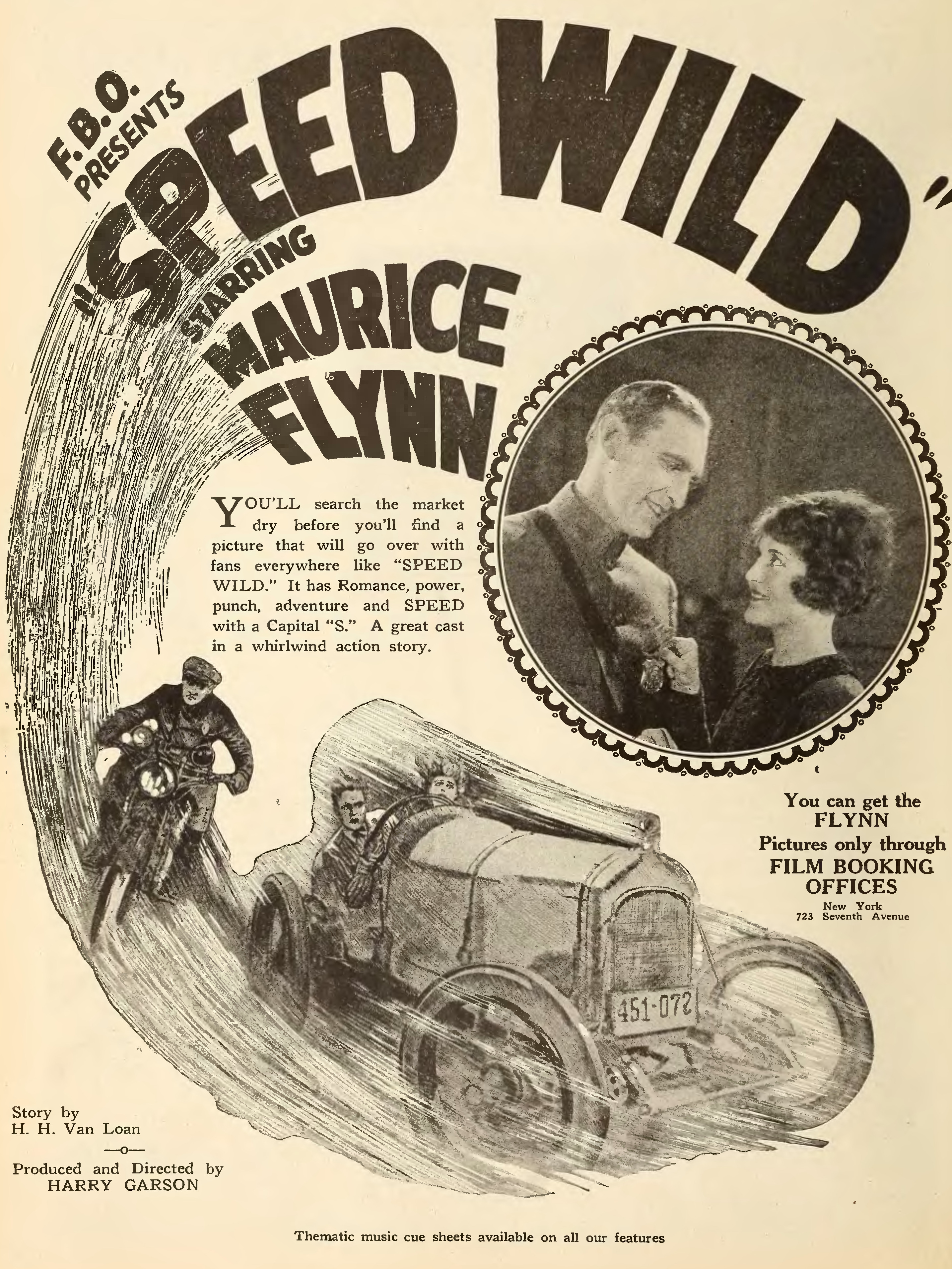
Annonce pour le film dans Exhibitor Trade Review.

Speed Wild est un film américain sorti en 1925, réalisé par Harry Garson.

## Synopsis
Jack Ames s'engage dans la police, après s'être fait une réputation de coureur de jupons à moto. Sa fiancée, Mary Bryant, est courtisée par Wendell Martin, le cerveau d'une bande de malfaiteurs, à la tête notamment d'un réseau de prostitution. Le frère de Mary, Charles, est également membre de la bande. Lorsque Mary se retrouve sur une voie ferrée dans un accident de voiture, Jack la sauve. Il sauve ensuite son frère de la vengeance des malfaiteurs,.

## Fiche technique
- Réalisation : Harry Garson
- Scénario : Frank S. Beresford, H.H. Van Loan
- Producteur : 	Harry Garson
- Photographie : William H. Tuers
- Production : Harry Garson Productions
- Genre : Comédie dramatique[3]
- Distributeur : Film Booking Offices of America
- Durée : 50 minutes
- Date de sortie : 10 mai 1925

## Distribution
- Maurice 'Lefty' Flynn : Jack Ames
- Ethel Shannon : Mary Bryant
- Frank Elliott : Wendell Martin
- Ralph McCullough : Charles Bryant
- Ray Turner : Ulysses
- Fred Burns : Red Dugan
- Charles Clary :	Herbert Barron
- Billy Butts : enfant
- Doreen Turner : enfant

## Commentaires
Étant donné que le fait de montrer la prostitution à l'écran n'était pas autorisé par la censure, les filles dans ce film sont désignées comme des « Picture bride » (photographie de fiancée), faisant référence à la pratique japonaise des mariages arrangés. Les filles sont montrées en tant que chanteuses, jouant de la musique ou servant à manger à des clients masculins.